# فرسان، جرابلس
فرسان (به عربی: الفرسان) یک روستا در سوریه است که در ناحیه غندوره واقع شده‌است. فرسان ۵۶۵ نفر جمعیت دارد.